# Josué Teixeira
Josué Amaral Teixeira, mais conhecido apenas como Josué Teixeira (Rio de Janeiro, 25 de agosto de 1960), é um treinador brasileiro, professor licenciado em Educação Física, pós-graduado em Educação e bacharel em Direito. Atualmente, está sem clube.

## Carreira
Josué trabalhou em equipes pequenas como Bonsucesso e Portuguesa-RJ do Rio de Janeiro e como auxiliar-técnico do treinador Abel Braga, como treinador provisório e como observador para Oswaldo de Oliveira, antes de obter a primeira chance para dirigir um grande clube do futebol brasileiro, o Fluminense Football Club, clube de seu coração, durante o Campeonato Brasileiro de 2006.
Como auxiliar e observador, Josué havia ajudado o Fluminense a conquistar a vitória em três ocasiões: contra Operário FC e CENE, pela Copa do Brasil de 2006, e contra o Volta Redonda, sempre jogando fora do Rio de Janeiro.
Sua estreia como treinador efetivo aconteceu no dia 13 de agosto de 2006, em partida que o Tricolor derrotou o Cruzeiro, em pleno Estádio do Mineirão, por 3 a 2.
Em 2007, assumiu o Avaí de Florianópolis, deixando o cargo dois meses depois.
Trabalhou no Al-Gharafa, clube da cidade de Doha, no Qatar, pelo qual foi campeão nacional na temporada 2007–08 na Liga A, como assistente de Marcos Paquetá, e campeão da Liga B, como treinador.
Em 2009, após especulações de que iria treinar um clube da Série B do Campeonato Brasileiro, Josué assumiu o comando do Nova Iguaçu, pelo qual foi vice-campeão da Segunda Divisão Carioca, mas foi demitido no dia 28 de março, após a derrota para o Olaria na Taça Rio.
Assumiu em abril de 2011 o Sampaio Corrêa para disputar o Campeonato Maranhense e a Série D de 2011, com o objetivo de ser campeão estadual e subir para a Série C nacional com o tradicional time maranhense. Pouco antes de completar um ano no clube, desgastado com uma sequência de 4 derrotas, de comum acordo, deixou o time, onde conquistou o Campeonato Maranhense e a Copa União.
No dia 24 de julho de 2012, foi anunciado oficialmente como novo auxiliar técnico de Fernandão, no Internacional, ao lado de André Döring e meses depois assumiu o comando do Duque de Caxias, para a temporada 2013, onde, após três derrotas no Carioca 2013, de comum acordo, deixou o clube.
Na sua passagem pelo River-PI, declarou-se como grande fã do Simão Teles Bacelar, o maior jogador do estado e um dos principais jogadores do Nordeste. Ganhou carinhosamente os apelidos de "El Matemático" e "Pai Josuka", porque, das "oito decisões" que tinha pela frente, obteve apenas uma derrota contra o Cori-Sabbá (na 5ª rodada do returno) e, de quebra, contribuiu para a equipe tricolor conquistar o título piauiense após sete anos de jejum. em seguida retornou ao Macaé, onde fez história ao se classificar a Série B, dentro do Castelão lotado, contra o Fortaleza e de ser campeão da Série C ao empatar em 3 a 3 com o Paysandu.
Em 21 de março de 2015 deixou o Macaé para assumir o ABC. e meses depois deixou o comando do clube potiguar, teve uma rápida passagem pelo Cuiabá, onde comandou o clube em apenas uma partida e retorna pela terceira vez ao comando do Macaé. No dia 7 de novembro de 2015 o treinador deixa Macaé após derrota por 2 a 0 pelo Vitória. O resultado levou o time de Macaé pra zona de rebaixamento da Serie B.
Nesta quarta, 20 de janeiro de 2016, Josué Teixeira chega ao campo de treinamento do Clube Atlético Tricordiano de Três Corações, MG, para assumir o cargo de treinador, sendo está será a primeira passagem de Teixeira pelo futebol mineiro. O Tricordiano estreia dia 31 de janeiro, contra o Guarani - MG, às 17h, no Estádio Elias Arbex em Três Corações. Em 03 de março de 2016, Josué Teixeira é demitido do comando do Clube Atlético Tricordiano, ele ficou no comando da equipe por quase dois meses, acabou deixando o clube na zona de rebaixamento do Campeonato Mineiro de Futebol de 2016 - Módulo I.
No segundo semestre de 2016, Josué Teixeira acertou sua quarta passagem pelo Macaé, Josué comandou o Macaé na importante campanha de 2014, onde acabaram conquistando o Campeonato Brasileiro - Série C: 2014. Ainda em 2016, Josué deixa o comando do Macaé com missão cumprida, ele foi contratado para livrar o clube do rebaixamento no Campeonato Brasileiro de Futebol de 2016 - Série C e conseguiu o objetivo pelo clube carioca.
Josué Teixeira acertou em dezembro de 2016 com o Remo, para comandar a equipe azulina em 2017.
Em agosto de 2017, Josué Teixeira retornou, pela 5ª vez, ao Macaé.
Em fevereiro de 2021 foi contratado como treinador pelo America do Rio de Janeiro.
Em 25 abril de 2022 foi contratado pela Tuna Luso como novo treinador para a disputa da Série D.

## Títulos
Al-Gharafa
- Qatar Stars League: 2007–08

Sampaio Corrêa
- Campeonato Maranhense: 2011
- Copa União do Maranhão: 2011

River-PI
- Taça Cidade de Teresina Querida (campeão do 2º turno): 2014
- Campeonato Piauiense Série de SIMA de 2014

Macaé
- Campeonato Brasileiro - Série C: 2014

### Prêmios Individuais
- Melhor técnico do Campeonato Potiguar: 2015